# آلبرت مول (روانپزشک آلمانی)
آلبرت مول (آلمانی: [mɔl]؛ ۴ مه ۱۸۶۲، لیسا – ۲۳ سپتامبر ۱۹۳۹، برلین) متخصص مغز و اعصاب، روان‌شناس، سکسولوژیست و پژوهشگر اخلاق بود. او در کنار ایوان بلوخ و مگنوس هیرشفلد بنیانگذار روان‌شناسی پزشکی و جنسیت‌شناسی محسوب می‌شود. اگرچه مول در زمینه جنسیت‌شناسی پیشگام بود، اما معاصران او مانند مگنوس هیرشفلد و زیگموند فروید آثار او زیر سؤال می‌بردند، بیشتر به دلیل رقابت تلخ بین آنها.
مول معتقد بود ماهیت جنسی شامل دو بخش کاملاً متمایز است: تحریک جنسی و کشش جنسی.

## زندگی‌نامه
مول که پسر یک تاجر یهودی بود، در لیسا(پروس) به دنیا آمد، قبل از تحصیل پزشکی در برسلاو، فرایبورگ، ینا و برلین، در مدرسه کاتولیک در شهر گلگوگو سیلزی تحصیل کرد. در سال ۱۸۸۵، مول با انجام تحقیقاتی در مورد عواقب بی‌حرکتی طولانی مدت مفاصل در حیوانات آزمایشگاهی، موفق به دریافت مدرک پزشکی شد.
مول در یک تور از بیمارستان Salpêtrière در پاریس، تظاهرات معروف هیستری و هیپنوتیزم توسط ژان مارتین شارکو (۱۸۲۵–۱۸۹۳) را مشاهده کرد. در بازگشت به برلین در سال ۱۸۸۷، مول یک مطب خصوصی برای بیماری‌های عصبی افتتاح کرد که در آن از درمان گروهی برای بیمارانی که شکایات عصبی و رفتارهای جنسی ناهنجار داشتند، استفاده کرد.
مول یکی از اعضای پیشگام انجمن روان‌شناسی تجربی برلین بود. او در سال ۱۹۱۳ انجمن بین‌المللی تحقیقات جنسی را تأسیس کرد. او یک کنفرانس بین‌المللی با این موضوع برنامه‌ریزی کرد، اما در نهایت به دلیل جنگ جهانی اول به تأخیر افتاد.
در سال ۱۹۲۶، مول کنگره بین‌المللی یک هفته ای سکسولوژی را در برلین سازماندهی و ریاست کرد، اولین کنگره علمی بین‌المللی در آلمان پس از جنگ. در اوایل دهه ۱۹۲۰، او یک مؤسسه خصوصی برای روان‌شناسی عملی تأسیس کرد که آزمایشات روان‌شناسی را انجام می‌داد و مشاوره شغلی ارائه می‌کرد.
مول اغلب به عنوان شاهد متخصص در دادگاه خدمت می‌کرد، به ویژه در پرونده‌های مربوط به جرایم جنسی. او تا سال ۱۹۳۸ مشغول به کار بود تا اینکه دولت ناسیونال سوسیالیست در آلمان مجوز پزشکی او را به دلیل تبار یهودی اش لغو کرد.
او تنها یک سال بعد، در سپتامبر ۱۹۳۹، مجرد درگذشت

## رقابت با معاصرانش

### زیگموند فروید
انتشارات مول Das Sexualleben des Kindes (1908) زیگموند فروید را خشمگین کرد زیرا روانکاوی را به شدت مورد انتقاد قرار داد. مول معتقد بود که تعریف فروید از تمایلات جنسی نوزادان فاقد دقت و پایه کافی است. مول در مورد شواهد تجربی مطالعات موردی فروید متقاعد نشد و پیشنهاد کرد که مقدمات نظری و بازنمایی‌های نمادین، به جای اینکه صحت آن را آزمایش کنند، فقط نظریه را تأیید می‌کنند.
مول معتقد بود که فروید از طریق پیشنهاد درمانگر بر تحریف خاطرات بیمارانش تأثیر می‌گذارد و او تأثیر تمایلات جنسی را در علت‌شناسی روان رنجورها اغراق می‌کند. مول افزود که او روش درمانی فروید را در درمان بیماران روان رنجور امتحان کرد، اما دریافت که همان‌طور که فروید ادعا می‌کند، تمایلات جنسی هیچ نقش برجسته ای ایفا نمی‌کند.
فروید حتی قبل از ظهور Das Sexualleben، مول را در بین همکارانش تحقیر کرد. مول یک پزشک برجسته در برلین بود. فروید و معاصرانش تدافعی بودند زیرا پزشکان از نظر تاریخی به روانکاوی با شک و تردید یا خصومت آشکار می‌نگریستند. فروید اعتبار مول را زیر سؤال برد و شخصیت او را بدنام کرد، حتی مول را به دلیل عدم اعتبار فروید در انتقاد از تمایلات جنسی نوزادان و تکنیک روانکاوی به سرقت ادبی متهم کرد.
پس از ملاقات مول، فروید در نامه‌ای به کارل یونگ نوشت: «به‌طور خلاصه، او (مول) یک جانور است، اساساً یک پزشک نیست؛ او دارای ساختار فکری و اخلاقی یک آدم‌خوار است. او اتاق مرا مانند خود شیطان آلوده کرده‌است و من او را به اندازه کافی سر جای خود قرار نداده‌ام. اکنون البته باید از او انتظار بدترین حملات را داشته باشیم.»

#### مگنوس هیرشفلد
آلبرت مول و مگنوس هیرشفلد از برجسته‌ترین سکس شناسان و روانشناسان پزشکی قرن بیستم هستند. نه مول و نه هیرشفلد هرگز ازدواج نکردند و تا آنجا که ما می‌دانیم هیچ فرزندی نداشتند. هر دو اولین اثر جنسی خود را در مورد همجنس‌گرایی منتشر کردند. اینجاست که شباهت‌های آنها به پایان می‌رسد.
مول خود را دانشمندی خالص و عاری از علایق سیاسی می‌دانست. از سوی دیگر، هیرشفلد کمتر به قوانین حرفه پزشکی توجه داشت و بیشتر به هویت خود به عنوان یک انسان دوست علمی اهمیت می‌داد. هیرشفلد اغلب به عنوان اولین قهرمان جنبش همجنس‌گرایی شناخته می‌شود. هیرشفلد هرگز در مورد گرایش جنسی خود چیزی ننوشت، اما معمولاً به عنوان یک همجنسگرا شناخته می‌شد. فقط می‌توان در مورد زندگی شخصی مول حدس و گمان زد، اما توجه داشته باشید که او یک مجرد مادام العمر بود. مول تأیید کرد که هیرشفلد «ماهیت مشکل‌ساز» دارد. او هیرشفلد را زن تلقی می‌کرد و عینیت او را به ویژه در موارد انحراف جنسی و جرایم جنایی جنسی زیر سؤال می‌برد. هیرشفلد هم، به نوبه خود، مهارت و تخصص مول را به عنوان یک شاهد متخصص در دادگاه در مورد چنین موضوعاتی زیر سؤال می‌برد. با وجود این واقعیت که مول اولین گزارش علمی مدرن از همجنس‌گرایی را منتشر کرده بود.
مول بعداً هیرشفلد را با توجه به مسائل همجنس‌گرایی به شدت محکوم کرد. مول موضع کمیته علمی- بشردوستانه هیرشفلد در مورد همجنس‌گرایی را به عنوان یک «سم» برای هر همجنس‌گرا که به دنبال «درمان» است،» معرفی کرد. او احساس کرد که کمیته بر تحریک و دستکاری علم برای تجلیل از رفتار جنسی انحرافی تأکید دارد. مول تا آنجا پیش رفت که تهدید به انتشار شواهدی مبنی بر «ماهیت مشکل ساز هیرشفلد» کرد.
در پایان، مول هرگز این «شواهد» را منتشر نکرد، بلکه کاری به مراتب بدتر انجام داد. هیرشفلد به پاریس نقل مکان کرده بود که توسط نازی‌ها تبعید شده بود. در ژانویه ۱۹۳۴، مول نامه‌ای به رئیس دانشکده پزشکی پاریس ارسال کرد که شامل یک نسخه برای وزیر خارجه آلمان بود. مول در نامه خود مدعی شد که شهرت هیرشفلد به عنوان یک پزشک و دانشمند به دلیل سیاست و اعتقادات شخصی وی خدشه دار شده‌است. مول در ادامه هیرشفلد را یک «فرصت طلب دوطرفه» توصیف کرد و تا زمانی که انجمن‌های سیاسی او در روز انقلاب در برلین رونمایی شد، خود را یک نظامی معرفی کرد. در نتیجه، هیرشفلد از طبابت در فرانسه منع شد و یک سال بعد در تبعید درگذشت.

## دیدگاه‌ها در مورد همجنس‌گرایی و قانون جزای آلمان با کد ۱۷۵
در دهه ۱۹۲۰، تغییر در افکار عمومی آلمان منجر به قضاوت شدیدتر در مورد جرایم جنسی، علیرغم عدم تغییر در خود قوانین شد. قانون مجازات شاهنشاهی ۱۷۵ می‌گوید: "اقدام جنسی غیرطبیعی که بین افراد جنس مذکر یا توسط انسان با حیوانات انجام شود، مجازات حبس دارد؛ از دست دادن حقوق مدنی نیز ممکن است تحمیل شود . " در این زمان، دادگاه‌ها این قانون را برای مجازات شدید تمام انحرافات جنسی درک شده به‌طور گسترده تفسیر کردند. سکسولوژیست‌ها و روانشناسان پزشکی آلمانی که اغلب به عنوان شاهد خبره در موارد انحراف فراخوانده می‌شدند، با دادخواستی پاسخ دادند که برابری قانونی اعمال همجنس‌گرا و دگرجنس گرا را در میان بزرگسالان موافق تأیید می‌کرد. مول یکی از اولین کسانی بود که این طومار را امضا کرد که توسط کمیته علمی- بشردوستانه هیرشفلد به پارلمان آلمان ارائه شد.
با این حال، مول بعداً علیه کمیته استدلال کرد و اظهار داشت که عینیت اخلاقی به ندرت اتفاق می‌افتد که رفتار خود را بیمارگونه یا اختلال در نظر بگیرد. مول سایر حامیان پایان دادن به قانون ۱۷۵ را به عنوان تعالی بخشیدن به همجنس‌گرایی می‌دید. مول استدلال کرد که گناه یا نفرت از نقطه نظر پزشکی به همان اندازه قابل چشم پوشی است، همان‌طور که مسئله وراثت همجنس گرایان نیز چنین بود. مول درمان همجنس‌گرایی را تأیید کرد و آن را با ناهنجاری‌های فیزیکی مانند شکاف کام مقایسه کرد. در خاتمه، مول به «همجنس‌گرایان نجیب‌اندیش» توصیه کرد در صورتی که انتظار همدردی از سوی جامعه دگرجنس‌گرا داشته باشند، هر گونه بقایای غرور در مورد همجنس‌گرایی را نادیده بگیرند. مول با مجازات‌های قانونی سخت‌گیرانه برای اعمال همجنس‌بازی توافقی مخالفت می‌کرد و در عین حال درمان تبدیلی را نیز به توصیه می‌کرد، عملی که اکنون توسط همه روانشناسان معتبر زیان بار شناخته می‌شود.

## نظریه‌های جنسی

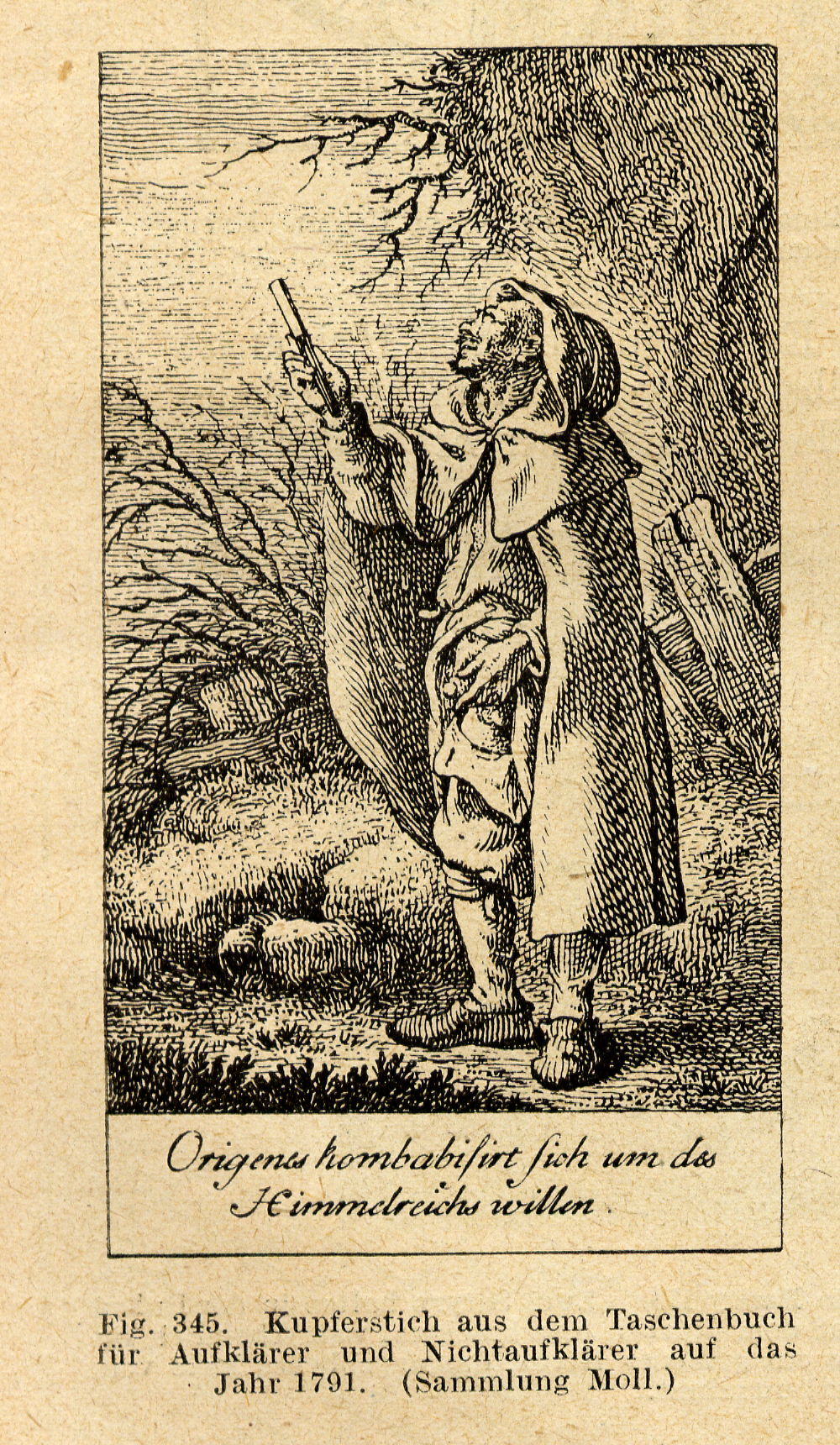
برگرفته از کتاب Handbuch der Sexualwissenschaften: تصویر قرن هجدهم از اوریگن در حال اخته کردن خود

تحلیل مول از تمایلات جنسی نوزادان بر مرز بین رشد جنسی طبیعی و غیرطبیعی تأکید کرد. او در تاریخچه پرونده خود دریافت که افراد سالم و «منحرف» در گزارش‌های خود از درگیری‌های جنسی دوران کودکی تفاوت چندانی با هم ندارند. انگیزه‌ها و اعمال جنسی متعدد، از جمله خودارضایی، جذب افراد همجنس یا سنین مختلف، و دیگر تمایلات فتیشیستی، در دوران کودکی غیرمعمول نبودند و لزوماً نشان‌دهنده بروز انحراف در بزرگسالی نبودند. اظهارات مول متکی بر تجربه او از شرکت در خودارضایی متقابل در مدرسه شبانه‌روزی پسرانه اش بود. مول چنین فعالیت‌هایی را به عنوان رشد جنسی مشخصه بین سنین ۸ تا ۱۰ سالگی و پایان بلوغ در ۲۰ سالگی توصیف کرد. او اظهار داشت که بلوغ اندام‌های جنسی، انگیزه‌های جنسی متمایز، معاشرت‌های ذهنی و عادت‌ها را آشکار می‌کند. در حالی که بیشتر بزرگسالان تمایلات و تمایلات دگرجنس گرا را در خود ایجاد می‌کنند، اقلیت تمایلات همجنس‌گرایی یا دوجنس گرایی را نشان می‌دهند. انحراف جنسی می‌تواند هم در افراد دگرجنس و هم در افراد همجنس‌گرا ظاهر شود. مول استدلال می‌کرد که محرک‌های روانی و محیطی که از دگرگونی طبیعی تمایلات جنسی کودکان جلوگیری می‌کنند، عوامل تعیین‌کننده انحراف هستند.
در چهار مرحله پاسخ جنسی
مول پاسخ جنسی را به چهار مرحله تقسیم کرد:
1. شروع
2. احساس شهوانی برابر
3. انفجار شهوانی
4. کاهش و قطع ناگهانی احساس شهوت‌انگیز

در کتاب زندگی جنسی کودک، او والدین را تشویق کرد که به فرزندان خود آموزش جنسی بدهند.

## هیپنوتیزم
مول یک محقق برجسته در موضوع هیپنوتیزم بود.
مول گزارش خود از تاریخچه هیپنوتیزم و آزمایشات خود در هیپنوتیزم را در سال ۱۸۸۹ منتشر کرد که در تهیه آن از حمایت پروفسور آگوست فورل و دکتر مکس دسوآر استفاده کرد.

## تحقیق روانی
مول منتقد سرسخت عرفان، غیبت و معنویت بود. با وجود اینکه او تحقیقات فراروان‌شناسی را مطالعه می‌کرد، نسبت به آن انتقاد داشت و برای پدیده‌های ماوراء الطبیعه توضیحات روان‌شناختی طبیعت‌گرایانه ارائه کرد. او غالباً در افشای نقاب از مدیوم‌ها و سانس‌ها افراط می‌کرد.
کتاب او علوم مسیحی، پزشکی و غیبت (۱۹۰۲) متن اولیه روان‌شناسی ناهنجاری است. مول در این کتاب از اعمالی مانند علم مسیحیت، معنویت گرایی و غیبت گرایی انتقاد کرد و نوشت که آنها نتیجه تقلب و پیشنهاد هیپنوتیزمی هستند. او استدلال کرد که این پیشنهاد درمان علم مسیحیت و همچنین رابطه ظاهراً ماوراء طبیعی بین مغناطیس‌کننده‌ها و خواب آوران آنها را توضیح می‌دهد. او نوشت که تقلب و هیپنوتیزم می‌تواند پدیده‌های مدیومیستی را توضیح دهد. به گفته (Wolffram, 2012) «[Moll] استدلال کرد که فضای هیپنوتیزم کننده اتاق جلسات تاریک و تأثیر پیشنهادی اعتبار اجتماعی و علمی آزمایشگران می‌تواند برای توضیح اینکه چرا افراد به ظاهر منطقی از پدیده‌های غیبی حمایت می‌کنند استفاده شود.»
در سال ۱۹۰۳، مول هانس باهوش را آزمایش کرد و اولین کسی بود که پیشنهاد کرد اسب استعداد روانی ندارد اما به علائم ناخودآگاه واکنش نشان می‌دهد.
مول درگیر یک دعوای حقوقی با رسانه معنوی ماریا وولهارت بود که او را کلاهبردار می‌دانست.

## آثار
- هیپنوتیزم (۱۸۹۰)
- Les Perversions l'instinct Génital: Étude sur l'inversion sexuelle basée sur des document officiels (1897)
- Untersuchungen über die libido seksualis (1898)
- علوم مسیحی، پزشکی و غیبت (۱۹۰۲)
- Das Sexualleben des Kindes (1908)